# Dracaenura myota
Dracaenura myota là một loài bướm đêm trong họ Crambidae.